# Roberto Belangero
Roberto Belangero (ur. 28 czerwca 1928 w São Paulo, zm. 30 października 1996 w São Paulo) – brazylijski piłkarz występujący podczas kariery na pozycji ofensywnego pomocnika.

## Kariera klubowa
Prawie całą piłkarską karierę Roberto Belangero spędził w Corinthians Paulista, gdzie występował w latach 1947–1960. Podczas tego trzykrotnie zdobył mistrzostwo stanu São Paulo – Campeonato Paulista w 1951, 1952 i 1954 oraz trzykrotnie wygrał Turniej Rio-São Paulo w 1950, 1953 i 1954 roku. W 1961 roku występował w argentyńskim Newell’s Old Boys Rosario.

## Kariera reprezentacyjna
W reprezentacji Brazylii Roberto Belangero zadebiutował 17 listopada 1955 w zremisowanym 3-3 meczu z reprezentacją Paragwaju, którego stawką było Copa Oswaldo Cruz 1955. W 1956 roku Belangero uczestniczył w Copa América 1956, na której Brazylia zajęła czwarte miejsce. Na turnieju Belangero wystąpił w czterech meczach z: Paragwajem, Peru, Argentyną i Urugwajem. W 1957 roku Belangero uczestniczył w Copa América 1957, na której Brazylia zajęła drugie miejsce. Na turnieju Belangero wystąpił we wszystkich sześciu meczach z: Chile, Ekwadorem, Kolumbią, Urugwajem, Peru i Argentyną. Ostatni raz w reprezentacji Roberto Belangero wystąpił 18 maja 1958 w wygranym 3-0 meczu z reprezentacją Bułgarii. Z powodu kontuzji nie pojechał na Mistrzostwa Świata 1958. Ogółem w reprezentacji Brazylii wystąpił 16 razy.

## Kariera trenerska
Po zakończeniu kariery piłkarskiej Roberto Belangero miał krótki epizod trenerski w Corinthians Paulista w 1964 roku.